# Лузанов, Пётр Фомич
Пётр Фомич Лузанов (04.04.1848 (Одесса) — после 1917 в С.Петербурге) — военный юрист, заслуженный профессор Александровской военно-юридической академии, помощник начальника Главного военно-судного управления и главного военного прокурора, сенатор, генерал от инфантерии.

## Биография
Лузанов родился 4 апреля 1848 года в Одессе. Он принадлежал к старинному дворянскому роду Черниговской губернии и был вторым сыном и третьим ребенком в семье генерал-майора Фомы Петровича Лузанова и Натальи Николаевны Дембровской. Метрическая запись о рождении выдана в Одесской Михайло-Архангельской женской обители, там же 15 мая Петр был крещен. Известность получил также младший брат Петра Фомича — Михаил Фомич Лузанов (1851 — 1924), действительный статский советник, председатель Одесского коммерческого суда.
Поступив в 1-й Санкт-Петербургский кадетский корпус, Лузанов окончил его в 1864 году, уже по преобразовании корпуса в 1-ю Санкт-Петербургскую военную гимназию. 19 июня 1864 года поступил на военную службу и, по окончании 1-го Павловского военного училища, 8 августа 1866 года был выпущен подпоручиком в 14-й стрелковый батальон. Получив за отличие чин поручика (18 ноября 1868 года), Лузанов вскоре вышел в отставку.
Проведя в отставке немногим менее двух лет (с 9 марта 1869 года по 11 января 1871 года), он вновь поступил на службу, занимал должность батальонного адъютанта, а вскоре был переведён в лейб-гвардии 2-й стрелковый батальон в чине подпоручика (11 января 1872 года) и назначен старшим адъютантом управления инспектора стрелковых батальонов.
Поступив в Военно-юридическую академию, поручик (с 13 апреля 1875 года) Лузанов окончил её в 1875 году по 1-му разряду и в том же году (21 октября) был произведён в штабс-капитаны, В 1875 — 1877 годах состоял в прикомандировании к Главному военно-судному управлению, одновременно ведя преподавательскую работу в Военно-юридической академии и Военно-юридическом училище. Во время Русско-турецкой войны 1877 — 1878 годов командирован в распоряжение князя В.А. Черкасского, заведующего гражданской частью при Главнокомандующем действующей армией.
По окончании войны капитан (30 августа 1878 года) лейб-гвардии 2-го стрелкового батальона Лузанов окончательно перешёл на службу в военно-судебное ведомство с переименованием в подполковники (1 февраля 1879 года), являлся адъюнкт-профессором, а с 10 июня 1879 года по 31 декабря 1893 года — ординарным профессором военно-административных законов Военно-юридической академии, получив чины полковника (30 августа 1881 года) и генерал-майора (30 августа 1891 года). Одновременно с 25 ноября 1886 года по 29 октября 1892 года Лузанов занимал должность правителя канцелярии Главного военно-судного управления.
29 октября 1892 года Лузанов был назначен помощником начальника Главного военно-судного управления и главного военного прокурора генерала Н.Н. Маслова (занявшего этот пост в январе 1892 года), а 31 декабря 1893 года утверждён в звании заслуженного ординарного профессора Военно-юридической академии (чтение лекций в академии продолжал до 1899 года).
В должности помощника начальника Главного военно-судного управления и главного военного прокурора Лузанов находился на протяжении почти 13 лет. В это время он входил в состав многочисленных комиссий как собственно военно-судебного ведомства, так и являясь представителем Главного военно-судного управления в комиссиях других ведомств по военно-юридическим вопросам, неоднократно исполнял поручения про проведению ревизий военно-окружных судов и органов прокурорского надзора, за отличие по службе 6 декабря 1899 года он был произведён в генерал-лейтенанты, в 1899 и 1900 годах получил Высочайшие благодарности, а в 1901 году - Высочайшее благоволение.
В 1905 году Лузанов был одним из четырёх представителей военно-судебного ведомства (наряду с Н.Н. Масловым, В.С. Митрофановым и Ф.Н. Платоновым), вошедших в состав учреждённой по Высочайшему повелению следственной комиссии под председательством члена Государственного Совета генерала от инфантерии Х.Х. Роопа для расследования обстоятельств сдачи крепости Порт-Артур японским войскам.
После своего назначения на пост военного министра генерал А.Ф. Редигер приступил к обновлению руководящего состава военно-судебного ведомства:

Маслов мне уже давно говорил, что мечтает попасть в Государственный Совет, нужно было приискать ему преемника, который взялся бы привести в порядок военно-судебное ведомство, сильно обветшавшее за те тринадцать с половиной лет, что Маслов стоял во главе его. В военно-судебном ведомстве я знал немногих, лишь помощника Маслова, генерала Лузанова, но считал его вовсе не подходящим для замены Маслова

14 августа 1905 года Н.Н. Маслов был назначен членом Государственного Совета, а на посту начальника Главного военно-судного управления и главного военного прокурора его сменил генерал В.П. Павлов, ранее занимавший должность военного прокурора Петербургского военно-окружного суда.
Три месяца спустя, 28 ноября 1905 года, Лузанов также оставил свою должность: согласно его просьбе, А.Ф. Редигер исходатайствовал назначение Лузанова сенатором. Пост помощника начальника Главного военно-судного управления и главного военного прокурора оставался незамещённым до 14 марта 1906 года, пока по выбору В.П. Павлова им не был назначен генерал-майор А.Б. Грейм.
В качестве сенатора, присутствующего в Судебном департаменте Правительствующего Сената, Лузанов продолжал службу вплоть до 1917 года, за успешную деятельность на этом посту получив чин генерала от инфантерии (18 апреля 1910 года) и орден Белого орла.
Помимо служебной, Лузанов вёл активную общественную деятельность в Санкт-Петербурге: в 1900-е — 1910-е годы он являлся почётным членом Общества попечения о бедных военного духовенства, действительным членом Общества для распространения Священного Писания в России, попечителем приюта "Ясли" для детей рабочего класса, председателем 2-го городского попечительства о бедных, директором приюта генерал-фельдмаршала графа Д.А. Милютина, членом Комиссии по благотворительности.
Сведения о нём после 1917 года не обнаружены.

## Семья
Лузанов был женат на Марии Иустиновне Семёновой и от этого брака имел шестерых дочерей: Александру (в замужестве Смирнову), Клеопатру (в замужестве Рафонович), Наталью, Надежду, Агнессу (в замужестве Веселаго) и Елену и сына Георгия.
В Санкт-Петербурге Лузановы проживали по адресу: Фонтанка, 130.

## Награды
За свою службу Лузанов был награждён многими орденами, в их числе:
- Орден Святой Анны 3-й степени с мечами и бантом (1878 год)
- Орден Святого Владимира 4-й степени (1883 год)
- Орден Святого Станислава 2-й степени (1886 год)
- Орден Святого Владимира 3-й степени (1894 год)
- Орден Святого Станислава 1-й степени (1896 год)
- Орден Святой Анны 1-й степени (1901 год)
- Орден Святого Владимира 2-й степени (6 декабря 1904 года)
- Орден Белого орла (1 января 1914 года)

## Сочинения
- Сухопутный шляхетный кадетский корпус (ныне 1-й Кадетский корпус) при графе Минихе: Исторический очерк (СПб., 1907)
- Августейшие кадеты и их участие в лагерных сборах военно-учебных заведений (СПб., 1902)
- Конспект лекций по военно-административным законам (СПб., 1887)